# تپه گورستان عیسی‌آباد ۱
تپه گورستان عیسی آباد ۱ مربوط به دوره هخامنشی - دوره سلوکیان است و در شهرستان فارسان، بخش مرکزی، دهستان میزدج علیا، روستای عیسی آباد واقع شده و این اثر در تاریخ ۲۷ اسفند ۱۳۸۷ با شمارهٔ ثبت ۲۶۵۴۶ به‌عنوان یکی از آثار ملی ایران به ثبت رسیده است.